# Liste der Kulturdenkmäler in Külz (Hunsrück)
In der Liste der Kulturdenkmäler in Külz (Hunsrück) sind alle Kulturdenkmäler der rheinland-pfälzischen Ortsgemeinde Külz (Hunsrück) aufgeführt. Grundlage ist die Denkmalliste des Landes Rheinland-Pfalz (Stand: 27. Oktober 2023).

## Einzeldenkmäler
| Bezeichnung | Lage                            | Baujahr                | Beschreibung | Bild |
| ----------- | ------------------------------- | ---------------------- | --- | ---- |
| Tanzsaal    | Bieberner Straße, zu Nr. 2 Lage | 19. Jahrhundert        | eingeschossiger Fachwerkbau, verschiefert, 19. Jahrhundert | BW   |
| Wohnhaus    | Bieberner Straße 8 Lage         | 18. Jahrhundert        | Fachwerkhaus, verkleidet, eventuell noch aus dem 18. Jahrhundert | BW   |
| Hofanlage   | Überbach 7 Lage                 | frühes 19. Jahrhundert | Hofanlage; Fachwerkhaus, teilweise verschiefert, abgewalmtes Mansarddach, frühes 19. Jahrhundert, Fachwerkscheune, teilweise massiv, bezeichnet 1863; bauliche Gesamtanlage | BW   |